# Rensvind
Rensvind är en trollkarl ur Terry Pratchetts böcker om Skivvärlden.
Rensvind är en trollkarlsstudent (av sina kollegor ansedd som den magiska motsvarigheten till numret noll) vid Osynliga universitetet i Ankh-Morpork och tillbringar mesta delen av sin tid att springa ifrån olika personer som, av diverse orsaker, vill döda honom. Han äger också det magiska föremålet Bagaget.
På originalspråk (engelska) är hans namn Rincewind. Han förekommer först i Magins färg, som gavs ut 1983. Han har också arbetat som hjälpreda hos Bibliotekarien på Osynliga universitet och stavar trollkarl med tre "l" (på originalspråk wizard med två "z"). Han är också språkbegåvad och kan skrikande be om nåd på nitton språk och bara skrika på ytterligare fyrtiofyra.

## Bagaget
Bagaget är en fiktiv resväska skapad av Terry Pratchett.

### Kuriosa
Bagaget är en sliten resväska som till en början ägdes av Tvåblomster. Bagaget fick en fru i slutet av Spännande tider, och fyra små bagagebarn. Han gavs tidigare också bort till Rensvind. Bagaget är tillverkat av intelligent päronträ och har hundratals små ben. Det dödar också ibland hajar och släpar iland dem.